# حمام محله حاجی
حمام محله حاجی مربوط به دوره قاجار است و در همدان، ابتدای خیابان تختی، محله حاجی واقع شده و این اثر در تاریخ ۲۵ اسفند ۱۳۷۹ با شمارهٔ ثبت ۳۳۷۵ به‌عنوان یکی از آثار ملی ایران به ثبت رسیده است.